# Língua tahltan
Tahltan é uma língua mal documentada historicamente falada pelo povo Tahltan Tahltan (também "Nahanni")] que vive no norte da Colúmbia Britânica ao redor de Telegraph Creek, Dease Lake, e Iskut. Tahltan é uma língua criticamente ameaçada de extinção. Vários lingüistas classificam Tahltan como um dialeto da mesma língua que as Tagish e  Kaska (Krauss e Golla 1981, Mithun 1999).

## Situação
Em maio de 2013, a pesquisadora de idiomas Dra. Judy Thompson estimou que havia 30 falantes de tahltan. Um novo escritório de idiomas e cultura está explorando as aulas noturnas de "imersão na língua", um programa de mestre-aprendiz e criando um "ninho de linguagem" para ensinar o idioma a crianças pequenas. Bolsas de estudo estão previstas para alunos de meio período.[1]
Sem haver documentação escrita, não estava claro para o coordenador de revitalização da língua como ensiná-la e como explicar a gramática. "Após um ano de estudo, Oscar Dennis declarou que, junto com Reginald e Ryan Dennis, finalmente decifrara o código dos padrões fundamentais da língua tahltana.."[2] Como nas línguas dene-ienisseianas e como na língua navajo, o Tahltan "codifica" padrões nos quais partículas são adicionadas às palavras para criar significado. "O Dr. Gregory Anderson, do Instituto de Línguas Vivas para Línguas Ameaçadas, visitou nosso território e ficou tão impressionado com o trabalho da equipe que ele disse que não poderia aperfeiçoá-lo".'"[2]
Um arquivo digital de gravações do Tahltan, localizado "nos Escritórios de Revitalização da Língua Tahltan em Dease Lake, Colúmbia Britânica, [Iskut, e Telegraph Creek "pode ser usado em iPods.[2]

## Fonologia

### Consoantes
Tahltan tem 47 sons consoantes:
|             |              | Bilabial | Dental | Dental | Inter- dental | Pós- alveolar | Palatal | Velar | Velar | Uvular | Glotal |
| central     | lateral      | Bilabial | plana  | labial | Inter- dental | Pós- alveolar | Palatal |       |       | Uvular | Glotal |
| ----------- | ------------ | -------- | ------ | ------ | ------------- | ------------- | ------- | ----- | ----- | ------ | ------ |
| Nasal       | plana        | m        | n      |        |               |               |         |       |       |        |        |
| Nasal       | surda        |          | n̥      |        |               |               |         |       |       |        |        |
| Nasal       | glotalizada  |          | nʼ     |        |               |               |         |       |       |        |        |
| Plosiva     | sonora       | b        |        |        |               |               |         |       |       |        |        |
| Plosiva     | não aspirada |          | t      |        |               |               |         | k     | kʷ    | q      |        |
| Plosiva     | aspirada     |          | tʰ     |        |               |               |         | kʰ    | kʷʰ   | qʰ     |        |
| Plosiva     | ejetiva      |          | tʼ     |        |               |               |         | kʼ    | kʼʷ   | qʼ     | ʔ      |
| Africada    | não aspirada |          | ts     | tɬ     | tθ            | tʃ            |         |       |       |        |        |
| Africada    | aspirada     |          | tsʰ    | tɬʰ    | tθʰ           | tʃʰ           |         |       |       |        |        |
| Africada    | ejetiva      |          | tsʼ    | tɬʼ    | tθʼ           | tʃʼ           |         |       |       |        |        |
| Fricativa   | surda        |          | s      | ɬ      | θ             | (ʃ)           |         | x     | xʷ    | χ      | h      |
| Fricativa   | sonora       |          | z      | ɮ      | ð             | (ʒ)           |         | ɣ     | ɣʷ    | ʁ      |        |
| Aproximante | Aproximante  |          |        |        |               |               | j       |       | w     |        |        |

Os fonemas /ʃ/ e /ʒ/ são muito limitados em uso podendo ou não ser fonemas.

### Vogais
|         | Anterior | Central | Posterior | Posterior |
| ------- | -------- | ------- | --------- | --------- |
| Fechada | i        |         | u         | u         |
| Fechada | ɪ        |         | ʊ         | ʊ         |
| Medial  | ɛ        | ə       | ʌ         | o         |
| Aberta  |          |         | ɑ         | ɑ         |